# Llet condensada

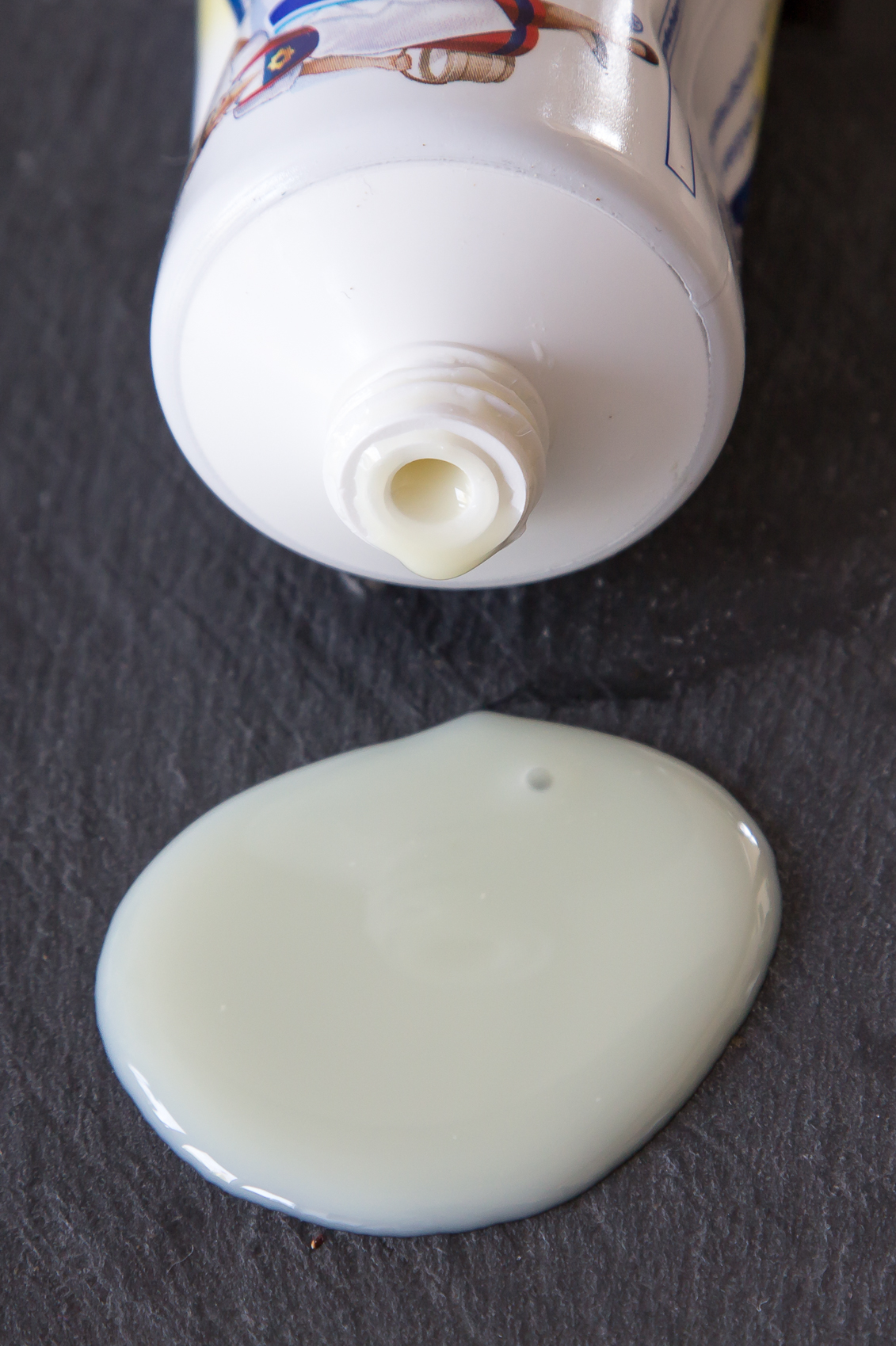
La llet condensada se sol vendre en llaunes de metall o en tub.

La llet concentrada ensucrada (o condensada anglicisme, del terme Condensed milk) és un producte lacti líquid molt viscós que aconsegueix conservar la llet sense necessitat de frigorífic concentrant-la, fent evaporar una part de l'aigua que conté, i afegint-hi sucre. Aquest producte era una llaminadura molt apreciada a Espanya durant l'època de la post-guerra. Encara es consumeix molt, simplement sobre una llesca de pa (que ha substituït unes postres i berenar molt antics catalans, la llesca de pa amb nata de la llet i sucre), o en peces de pastisseria, a les begudes (com el biberó o la llet de pantera), en postres (típicament per a fer flams casolans, púdings i pastissos fresques), etc. L'ús de barrejar-ne una mica amb aigua per tornar a obtenir llet "normal" ensucrada és avui molt poc corrent als Països Catalans.